# Nightwork
Nightwork byla převážně česky zpívající hudební skupina, která vznikla jako záminka k záškoláctví jejich zakladatelů Františka Soukupa a Emila Kopty. Název vznikl anglickým překladem slov „noční práce“ a vyjadřuje tak časový původ její hudební tvorby. Pravděpodobně méně známé, avšak původní jméno NightWork, postupně zastínilo zjednodušené označení.
Převážnou část kapely tvořili profesionální herci, jejichž cílem bylo spojit hudbu s divadlem. Na tuto skutečnost pak poukazovali na svých koncertech a svou skupinu představovali jako „zábavovou kapelu“. Její členové si libovali v recesi a patosu, čehož bohatě využívali ve své umělecké tvorbě.
Předělanou verzí písně „Mája“, kterou si kapela získala své první fanoušky a jejíž videoklip zhlédlo na stránkách YouTube přes čtyři milióny diváků, se kapela dostala do povědomí širší veřejnosti. Populární v pravém slova smyslu se však skupina stala až poté, když v roce 2008 do éteru vypustila píseň „Globální oteplování“ a šokovala veřejnost videoklipem, v němž se s invencí ujala podpory homosexuální menšiny. Tento počin vzbudil vlnu diskuzí a mediální kritiky, avšak ve výsledku se kapela touto aktivitou proslavila a sklidila velký ohlas v Česku i na Slovensku.
Neustálou provokací a mystifikací se snažila vymanit konvenci a navázat tak na Monty Pythony, na Voskovce a Wericha, či Jaroslava Haška.
Jejich absurdní přístup ke všemu, co dělali, předurčil jejich dráhu k nečekanému startu. Během několika let se kapela postupně poprala s konkurencí a po několik dalších let se držela na předních příčkách českých hudebních hitparád.

## Historie

### 2005–2007
V počátcích kapely spolupracoval s Františkem Soukupem spolužák Emil Kopta. Rozdílnost v názorech na repertoár skupiny a její samotnou propagaci ale oba její zakladatele brzy donutila, aby spolupráci ukončili. Podobně tak tomu bylo i u dalších členů kapely. Po odjezdu Emila Kopty do Anglie vystřídal jeho místo herec a muzikant Jakub Prachař.
Od samotného vzniku si kapela prošla dosti bouřlivým vývojem. Žádné z hudebních vydavatelství nemělo o jejich kontroverzní styl hudby zájem a jejich snaha prosadit se na trhu českého showbyznysu byla hned zkraje odsouzena k neúspěchu. Nepomohla ani slavná jména rodičů některých členů kapely, ba naopak, nevyhnuli se nařčení z protekce a byli vyhozeni ze všech nahrávacích studií. Zaujatost hudebních společností je nakonec donutila, aby si své debutové album vydali sami. Ve vlastní produkci našli později výhodu a bezbřehou svobodu pro svou tvorbu.

### 2008–2010
Po této nemilé konfrontaci s hudebními vydavateli se za ně nakonec postavil skladatel Ondřej Soukup, otec Františka Soukupa, který jim zapůjčil vlastní nahrávací studio. Avšak ani s první deskou se vytoužený úspěch nedostavil.
Následovala částečná a tehdy již finální úprava v obsazení kapely, na druhém CD přibyly písně Globální oteplování či Vánoční čas a frontmanem skupiny se stal zpěvák Vojtěch Dyk, na jehož hlas posluchači velmi kladně reagovali. Kapela si vytvořila image, kterou na sebe strhla pozornost zejména mladého publika, avšak později v jejich hudebně-hereckém projevu našlo zalíbení i publikum starší, bez rozdílu věku.
Po úspěchu s písní Mája, cover verzi původní skladby nazpívané Karlem Gottem, ke které natočili v rekordním čase 19 minut a 25 sekund videoklip, vpustili do českých rádií píseň na oslavu homosexuality, jíž si vysloužili nemalou kritiku za koncepci, kterou píseň prezentovali. Skladba byla následně označena jako nepřípustná, paradoxně však získala ohlas nejen u homosexuální menšiny a přestože byla pro svůj kontroverzní obsah stažena z YouTube i rádií, stala se hitem, který dodnes vzbuzuje spekulace, zdali se jedná o tristní žert či uvědomělý boj proti vžitým předsudkům vůči této sexuální orientaci. Tento počin se s kapelou nese po celou její existenci a sehrál velmi významnou roli ve vývoji a žánrovém začlenění této hudební formace.
Své prvenství, v současné době v téměř ojedinělém žánru hudební tvorby, kterému skupina bezpochyby kraluje, obhájila kapela Nightwork i v následujících letech. S albem Tepláky, aneb kroky Františka Soukupa, jímž vyvolali teplákové šílenství po celé republice, zaujali i akademiky české populární hudby a stali se majiteli několika hudebních ocenění. Úvodní song Tepláky propagovali s nezbytnou dávkou recese i mimo koncertní pódia, jako tomu bylo například při předávání hudebních cen Český slavík. Touhou vybočovat z řady, jíž jsou členové kapely pověstní, si vytvořili nálepku nihilistických buřičů, kteří se hrdě hlásí k názoru, že to, co nešokuje, nikoho nezajímá, a že recese je jejich obrana proti blbosti. Pro mnoho kritiků je proto v jejich případě velmi těžké zůstat nestrannými a uchovat si zdravý nadhled, aby v souvislosti s jejich aktivitami nevznikaly mylné mediálně propírané závěry.

### 2011–2012
Výsměch a recese však nejsou jedinými projevy, kterými se profilují. Kapele je přičítán i přínos v oblasti charity a dobročinných akcí, zejména těch, které pomáhají dětem a handicapovaným lidem. Neváhají se veřejně vymezit vůči politickému dění, korupčním metodám, bezpráví a české malosti.
Skupina již od počátku svého působení inklinuje k mystifikaci, v níž se její členové vzájemně podporují a snaží se rozvířit strnulé vody pohodlné české mysli, která v některých případech bezduše hltá vše, co jí bulvární plátky servírují.
Nevraživost mezi kapelou a bulvárním tiskem nakonec vyústila ve vzájemnou válku. Nekompromisní, leč přesně mířený útok kapely do svědomí českého bulváru však s sebou nesl mnohá úskalí v podobě vzrůstajícího zájmu o kapelu jako celek či její jednotlivé členy a snahu co nejvíc poškodit vyvoleného. Neutichající hon na soukromí členů kapely nebral konce, a tak se na čas stáhla do ústraní, aby se v klidu připravila na další koncertní turné a rozšířila svůj repertoár.
Během tohoto období se skupina začala živit převážně reklamou a podobnou nehudebně výdělečnou činností. Spekulace o jejich možném rozpadu a odchodu jejich zpěváka ze skupiny podněcovala nejedna jeho aktivita a iniciativa v sólové dráze. Přestože kapela nadále hostovala na mnoha festivalových scénách, zůstával jejich repertoár dlouhou dobu beze změn a členové kapely se začali věnovat především mimoskupinovým projektům. Převažovaly remaky písní, ať již pro akci Red Bull Soundclash, pro hudbu k filmu Signál či pro film Revival. Nová tvorba většinou souvisela s určitým projektem, například podpora akce Čtení pomáhá, vlastní akce Homo sapiens Nightworki nebo úvodní píseň k filmu Signál. Teprve v druhé polovině roku 2012 byl jejich repertoár rozšířen o písně z připravovaného alba.

### 2013
V březnu 2013 kapela oficiálně oznámila chystané tour s názvem ČAUKi MŇAUKi TOUR (dříve ČAUKY MŇAUKY TOUR), které měla odstartovat na podzim roku. To se nakonec zkrátilo na jediný koncert 25. listopadu v O2 Areně, po kterém se kapela rozhodla odejít z hudební scény a toto turné se tak stalo jejich posledním oficiálním koncertem v jejich společné tvorbě.

### 2019
V prosinci roku 2019 vydala skupina singl - 90 -, a to bez původního frontmana Vojtěcha Dyka.

## Ocenění
Anketa Český slavík:
- 2009 skokani roku (za postup z 94. na 11. místo)[12][13]
- 2010 3. místo v kategorii skupina[14]
- 2011 2. místo v kategorii skupina[15]
- 2012 2. místo v kategorii skupina[16]

Ceny Anděl:
- 2010 skupina roku, videoklip roku (Tepláky), album roku (Tepláky aneb kroky Františka Soukupa)[17]

Hudební ceny Óčka:
- 2009 1. místo v kategorii domácí videoklip Globální oteplování
- 2010 1. místo v kategorii POP & DANCE
- 2011 kapela roku, videoklip roku (Andělská dívka), zpěvák roku (Vojtěch Dyk)

Hudební ceny Žebřík:
- 2009 2. místo v kategorii SKLADBA Globální oteplování, 2. místo v kategorii OBJEV
- 2010 2. místo v kategorii skupina roku, 3. místo v kategorii album roku (Tepláky aneb kroky Františka Soukupa), 3. místo v kategorii skladba roku (Tepláky), 1. místo v kategorii videoklip roku (Tepláky), 3. místo v kategorii zpěvák a 3. místo v kategorii objev roku (Vojtěch Dyk)
- 2011 1. místo v kategorii skupina roku, 1. místo v kategorii zpěvák roku (Vojtěch Dyk)
- 2012 3. místo v kategorii zpěvák roku (Vojtěch Dyk)

Hudební ceny Music Chart:
- 2010 3. místo v kategorii Česká kapela roku
- 2011 1. místo v kategorii Česká kapela roku

Hudební festivalové ceny:
- 2011 1. místo v kategorii KAPELA, 1. místo v kategorii POP, ROCK, 1. místo v kategorii ABSOLUTNÍ VÍTĚZ[18]

## Vedlejší aktivity
- soundtrack k filmu Prachy dělaj člověka (titulní píseň Tlama vlčí, 2006)
- soundtrack k filmu Panic je nanic (8 z 12 skladeb, 2006)
- Ty jsi můj strašnej zloděj času (hudba k audioknize, 2008)
- on-line kampaň snadné-výmluvy pro Nescafé 3v1 (NYDRLE studio, 2008)[19]
- účast na Čtvrté pražské defenestraci (občanská iniciativa v boji proti korupci, 2010)
- titulní píseň Slunce v duši k filmu Ženy v pokušení (2010)
- aktivita Vyměňte politiky (agitační píseň Vyměňte politiky, 2010)[20]
- účast na benefičním koncertě SOS HAITI (pomoc obětem zemětřesení na Haiti, 2010)
- akce Běh pro Paraple (charitativní projekt na pomoc lidem na vozíčku, 2011)
- charitativní akce v pražské ZOO pod názvem Homo sapiens Nightworki (projekt na ochranu ohrožených druhů živočichů, 2011)
- hosté improvizačního TV pořadu Partička (2011)
- Veselé Velikonoce s Nightwork (coververze písně Tepláky, reklama pro Vodafone, 2011)
- křest DVD z koncertu v pražské Incheba areně a iniciativa proti beztrestnosti bulvárních médií (2011)
- hudba k filmu Signál (2011) a soundtrack Čekám na signál (2012)[21]
- Vodafone experti (reklama pro Vodafone, 2012)
- Čtení pomáhá: Vojtěch Dyk jako mistr Čti-wo (Ogilvy, 2012) TV spot projektu Čtení pomáhá[22]
- kampaň Pepsi „Crowd Surfing“ reklamní sázka mezi Nightwork a fotbalovou reprezentací (PEPSICO CZ, 2012)
- petice PREZIDYK 2013 (boj za změny v Ústavě České republiky, 2012)[23][24][25]
- 122. Velká pardubická s Českou pojišťovnou (gratulace Josefu Váňovi k 60. narozeninám, 2012)
- koncert Darkwerk v pražském klubu SaSaZu (natáčení nového filmu Alice Nellis, Revival, 2012)

## Diskografie

### Čauki Mňauki - CD (2013)
1. Zahajte křik
2. Čekám na signál
3. Gospel
4. Vzduchoplavec
5. ZOOmba
6. Rybářský lístek
7. Sexy Cool Driver
8. PíseňOlásce
9. The Gang Bang
10. Brazilia
11. Život v punku
12. 4-3-2-1 Tancuj (Panáčky)
13. Čauki Mňauki

### Nightwork - Live - DVD (2011)
Záznam koncertu a křtu na DVD z pražské Incheba arény z října 2010
1. Úvod
2. Dyktátor
3. Kladivo
4. Drevosůstruhár
5. Andělská dívka
6. Mája
7. Španělská
8. Modní přehlídka
9. Tepláky
10. Slunce v duši
11. Vedral
12. Polish Your Bamboo
13. Válka atomů
14. Globální oteplování
15. Měsíček
16. Pilarka
17. Kde tě mám hledat
18. Pornstar
19. It's My Life
20. Poděkování

Bonusy:
1. Making of Incheba
2. Making of Tepláky
3. Drevosůstruhár

### Tepláky aneb kroky Františka Soukupa - CD (2010)
1. Intro
2. Dyktátor
3. Drevosůstruhár
4. Andělská dívka
5. Kladivo
6. Der Wunderbaum
7. Španělská
8. Slunce v duši
9. Shut the Fuck Up
10. Tepláky
11. Válka atomů
12. Thepláky (Remix by DJ Mario)

### Respectmaja reedition - CD (2008)
1. Kde tě mám hledat
2. Autarchy
3. Globální oteplování – Já jsem gay!
4. Pornstar
5. Lonely
6. Maja
7. Reclaim your soul
8. Rainy day
9. Rastaman
10. Datelles song
11. Vánoční čas
12. Global warming – Je suis gay!
13. Global warming – Ich bin schwul
14. Global Warming – I Am Gay
15. Empathy (Dj Mario & Fink rmx)

### Respectmaja (2007) - CD
1. Pornstar
2. Lonely
3. Kde tě mám hledat
4. Autarchy
5. Sex me up
6. One Wor(l)d
7. Maja
8. Rainy Day
9. Reclaim Your Soul
10. Pilot of My Mind
11. Empathy
12. Rastaman
13. Empathy (Dj Mario & Fink rmx)

## Diskografie - spolupráce - soundtracky

### Signál / OST (2012)
Text: František Soukup, Jakub Prachař
Hudba: František Soukup, Petr Kaláb
1. Čekám na signál (zpěv: Vojtěch Dyk, Jakub Prachař)
2. Globální oteplování (dechovka - zpěv: Jana Puterová a pan Jiří Langmajer senior)
3. Tepláky (dechovka - zpěv: Jana Puterová a pan Jiří Langmajer senior)
4. Slunce v duši (country - zpěv: Vojtěch Dyk)
5. Na návsi je hej! (instrumentální)
6. Snídaně u Spilky (instrumentální)
7. Poslední minuty před štartem (instrumentální)
8. Závod fichtlů (instrumentální)
9. Kdo maže, ten jede (instrumentální)
10. Úprk na kradené Jawě (instrumentální)
11. Nejmenší reaktor na světě (instrumentální)
12. Pomník (instrumentální)

### Prachy dělaj člověka (2006)
1. Tlama vlčí (titulní píseň)

### Experti (2006)
1. Expert (titulní píseň)

### Panic je nanic (2006)
1. Get My First Kiss (Vojtěch Dyk, Eliška Vlašicová)
2. Virgin's Prayer (Šárka Vaňková)
3. I Do It for Love (Vojtěch Dyk, Eliška Vlašicová)
4. Sex Me Up (Lusy Zubková)
5. Let's Go (Vojtěch Dyk)
6. I Don't Need You (Vojtěch Dyk)
7. Another Stupid Love Song (Vojtěch Dyk, Eliška Vlašicová)
8. Flying (Vojtěch Dyk, Jakup Prachař)
9. Get My First Kiss - Karaoke bonus (Vojtěch Dyk)

## Video
- Kravatatzi (2007)
- Mája (Miroslav Mirčev, 2007)[26]
- Globální oteplování (Miroslav Mirčev, 2008)[27]
- Vánoční čas (Miroslav Mirčev, 2009)[28]
- Tepláky (Miroslav Mirčev, 2010)[29]
- Andělská dívka (Miroslav Mirčev, 2011)[30]
- Čekám na signál (2012)[31]
- Nakoplá sázka - EURO 2012 (2012) (PEPSICO CZ) kampaň Pepsi „Crowd Surfing“ reklamní sázka mezi Nightwork a fotbalovou reprezentací[32][33][34]
- Sexy Cool Driver (2012)[35]
- Hradu pán (2013) (Nightwork)[36]
- 4-3-2-1 Tancuj (Panáčky) (2013) (Nightwork)[37]

## Galerie členů

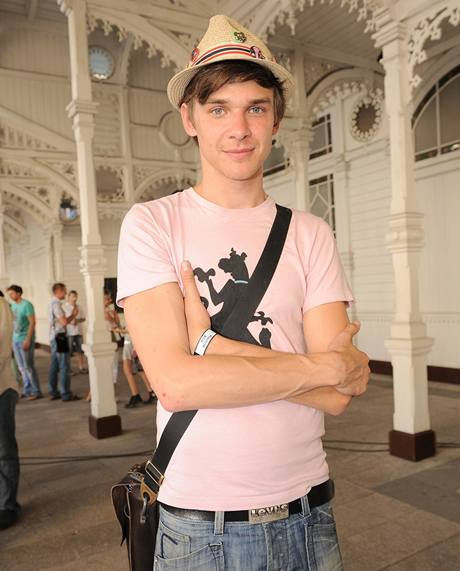
Vojtěch Dyk
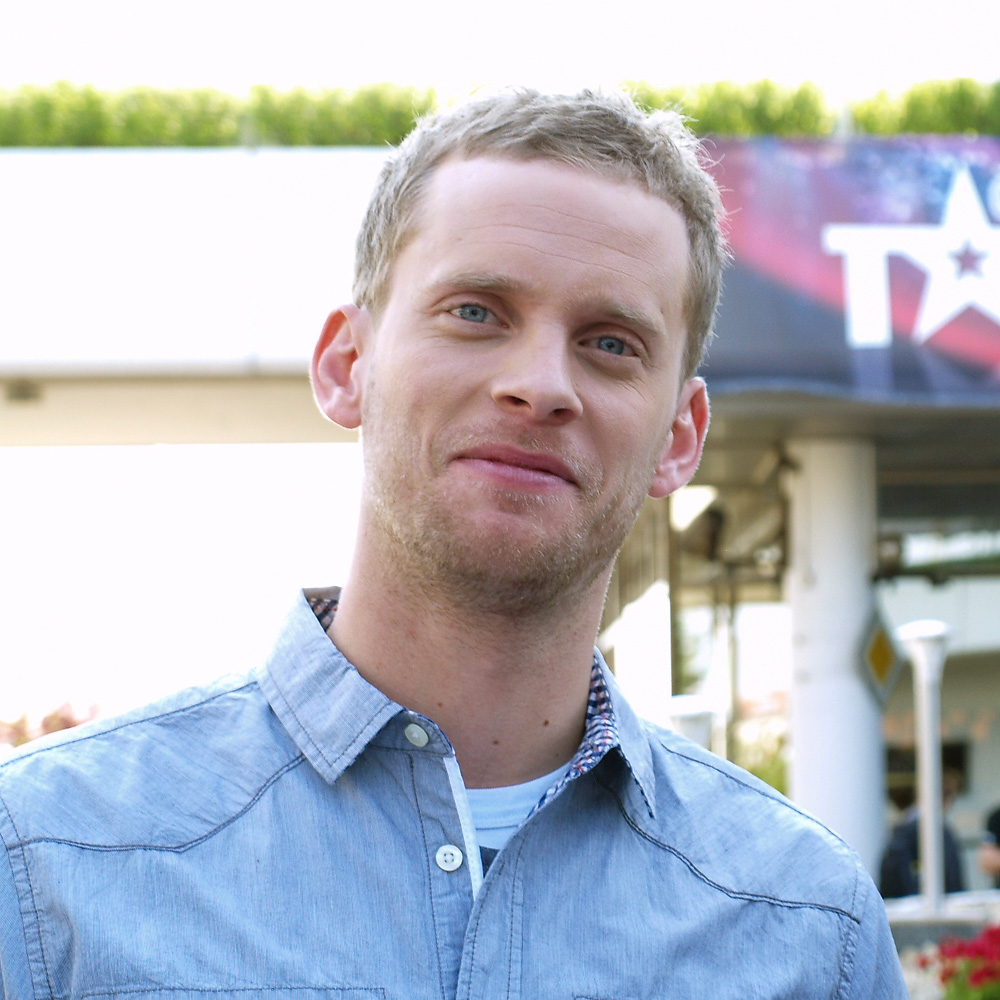
Jakub Prachař
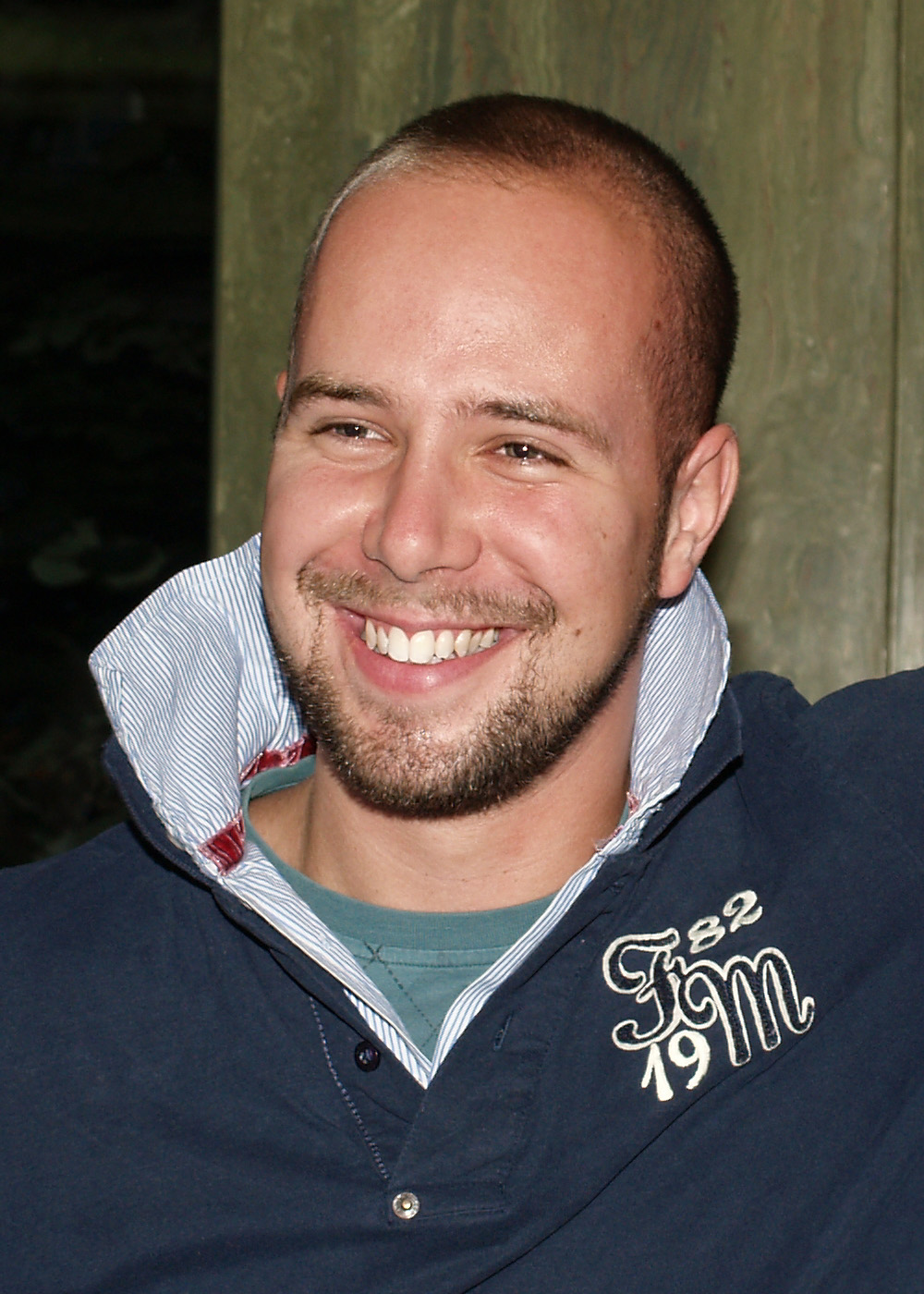
František Soukup

#### Interview
- Pozdní sběr
- Dobré ráno hosté v pořadu Dobré ráno na ČT1
- Q-éčko
- Musicblok